# Prata
A prata ou argento (do latim vulgar platta*, argentum) é um elemento químico de símbolo Ag e de número atómico igual a 47 (47 prótons e 47 elétrons). Sua massa atómica é 107,87u. À temperatura ambiente, a prata encontra-se no estado sólido. No teste de chama, assume a cor lilás.
A origem da palavra "prata" é de indo-europeia, "arhhg", que significa brilhante e seria o equivalente em sânscrito a ar-jun que também significa brilhante. Estima-se que tenha sido descoberta pouco depois do cobre e do ouro.

## Características
A maior parte da prata é um subproduto da mineração de chumbo e está frequentemente associada ao cobre. Dentre os metais, é a que mais conduz corrente elétrica, superando o cobre. Em 2019, os cientistas descobriram um mecanismo, em nanoescala, que tornou a prata 42% mais forte do que qualquer coisa já feita antes, sem perder a condutividade elétrica.
A prata normalmente ocorre em forma compacta como pepitas ou grãos, embora possa também ser encontrada em agregados fibrosos, dendítricos (em forma de árvore). Quando recentemente minerada ou polida, ela possui uma cor branco-prata brilhante característica e um brilho metálico. Este metal é estável em ar puro e água, mas recobre-se de uma película de sulfeto de prata quando exposto ao ozônio, gás sulfídrico ou ar com enxofre. Por causa disso e do fato de que ela é muito maleável para ser usada em joalheria na sua forma pura, a prata é frequentemente ligada a outros metais, ou recebe uma camada de cobertura de ouro.
A prata é tóxica. No entanto, a maioria dos seus sais não são venenosos devido às características de seus ânios. Estes compostos são absorvidos pelo corpo e permanecem no sangue até se depositarem nas membranas mucosas, formando uma película acinzentada. A intoxicação por prata chama-se argiria. Há, contudo, outros compostos de prata, como o nitrato, que têm um efeito anti-séptico. Usam-se soluções de nitrato de prata no tratamento de irritações de membranas mucosas da boca e garganta. Algumas proteínas contendo prata são poderosos agentes anti-irritantes das membranas dos olhos, ouvido, nariz e garganta.

## História

O ouro era simbolizado pelos egípicios como um círculo,como a prata era considerada um metal quase perfeito deu-se o seu símbolo de uma lua

A prata tem sido utilizada por milênios na confecção de ornamentos e utensílios, assim como no comércio como base de muitos sistemas monetários. Seu valor como metal precioso há muito foi considerado, sendo superado somente pelo ouro. O símbolo químico Ag provém da palavra em latim argentum (compare com a palavra grega άργυρος, árgyros), de raiz indo-europeia *arg-, significando "branco" ou "brilhante". Mencionado no Livro do Gênesis, pilhas de escórias encontradas na Ásia Menor e em ilhas no mar Egeu indicam que a prata tem sido separada do chumbo desde pelo menos o quarto milênio a.C. usando a mineração de superfície.
A estabilidade do sistema monetário romano foi baseado em uma grande quantidade de suprimentos de barras de prata que os mineradores romanos produziram em uma escala sem paralelo antes da descoberta do novo mundo. Alcançando um pico de produção de 200 t por ano, uma reserva estimada de 10.000 t de prata circulou na economia romana por volta do século II, quantidade cinco a dez vezes maior que a quantidade combinada de prata disponível durante a Idade Média europeia e o califado Abássida por volta do ano de 800.
O Império Chinês utilizou a prata durante grande parte de sua história como um meio de câmbio. No século XIX, a ameaça ao balanço de pagamentos do Reino Unido para mercadores chineses demandando pagamento em prata pela troca por chá, seda e porcelana levou a Guerra do Ópio porque os britânicos tinham que encontrar um meio de realizar os pagamentos, e decidiram fazê-lo vendendo o ópio produzido nas colônias britânicas para a China.

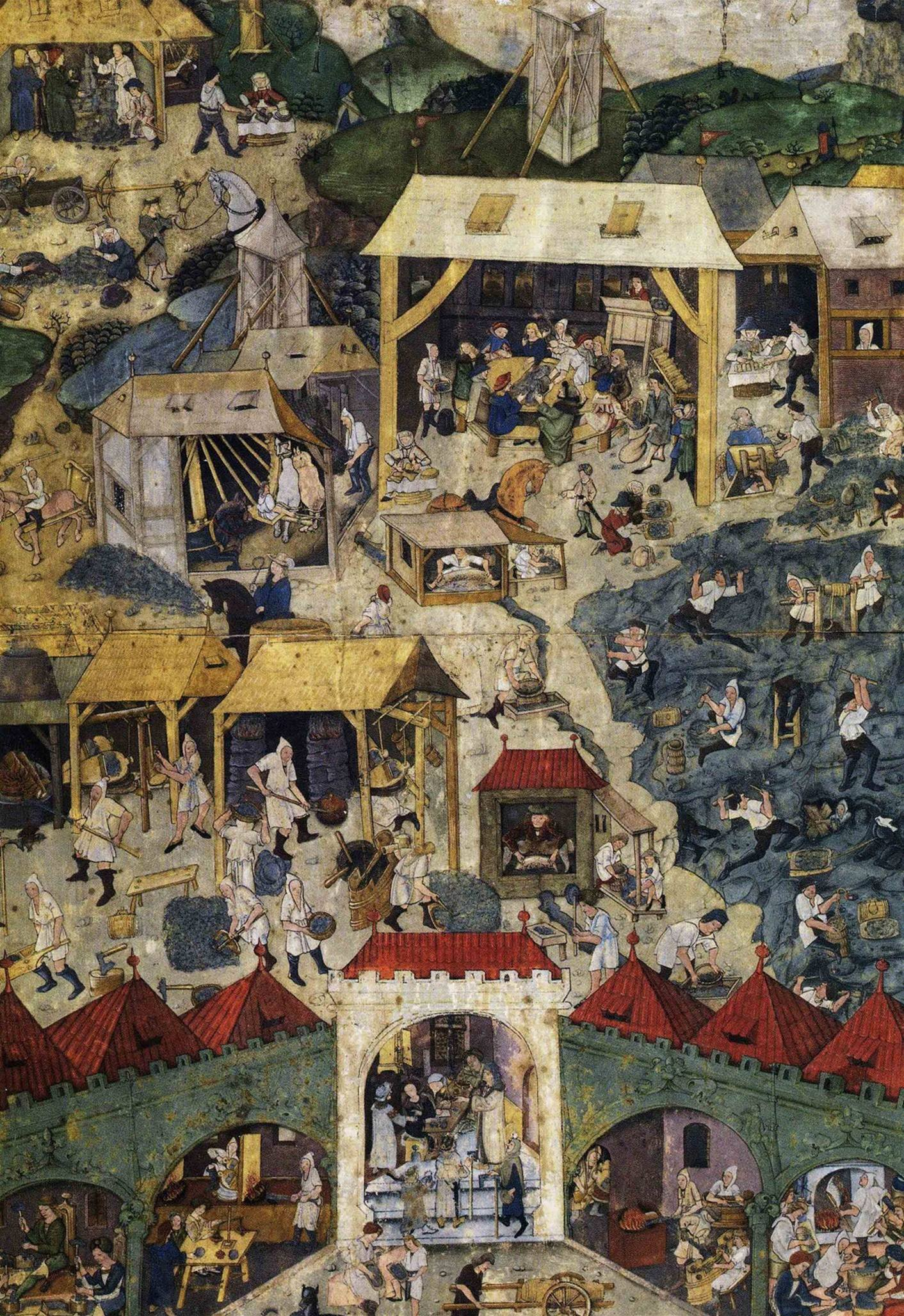
Silver mining and processing in Kutná Hora, Central Europe, 1490s

Sob certas circunstâncias, o Islamismo permite ao muçulmano utilizar joias de prata. O próprio Maomé utilizava um anel com sinete de prata.
Nas Américas, a tecnologia de copelação em alta temperatura do chumbo-prata foi desenvolvida por civilizações pré-Inca ainda por volta do Século I.

### Segunda Guerra
Durante a Segunda Guerra Mundial, o suprimento de cobre limitado levou a substituição pela prata em muitas aplicações industriais. O governo dos Estados Unidos tomou emprestado uma grande quantidade da reserva dos cofres de West Point para uma grande quantidade de usos industriais. Um uso muito importante foi para a produção de barramentos que as novas plantas de alumínio precisavam para construir aviões. Durante a guerra, muitos conectores elétricos e interruptores foram prateados. Outra aplicação foi para confecção de rolamentos. Uma vez que a prata pode substituir o estanho na solda em pequenas quantidades, uma grande quantidade de Estanho foi disponibilizada para outras aplicações pela substituição da prata do governo. Uma aplicação em tecnologia de ponta foi nos condutores do Oak Ridge National Laboratory usados no calutron para isolar o urânio como parte do projeto Manhattan. Após a guerra, a prata foi retornada aos cofres. A prata também substituiu o níquel em moedas, disponibilizando este metal para uso em ligas metálicas.

## Ocorrência
As principais áreas de mineração de prata do mundo se encontram na América do Sul, nos Estados Unidos, na Austrália e na antiga União Soviética. O maior produtor individual de prata é provavelmente o México, onde a prata tem sido minerada desde aproximadamente 1500 d.C. até hoje. A melhor prata natural, que ocorre na forma de arame torcido, é a de Kongsberg, na Noruega.
As maiores minas do mundo são Cannington (Austrália), Fresnillo (México), San Cristobal (Bolívia), Antamina (Peru), Rudna (Polônia) e Penasquito (México)

### Países produtores
No mundo, o continente americano é o maior produtor de prata.
Onze países produziram cerca de 84% da prata de todo mundo, no ano de 2010:
| País                  | Toneladas | % do total |
| --------------------- | --------- | ---------- |
| México                | 3 999     | 17,5       |
| Peru                  | 3 611     | 15,8       |
| China                 | 3 085     | 13,5       |
| Austrália             | 1 863     | 8,1        |
| Chile                 | 1 275     | 5,6        |
| Bolívia               | 1 275     | 5,6        |
| Estados Unidos        | 1 201     | 5,2        |
| Polônia               | 1 173     | 5,1        |
| Rússia                | 1 145     | 5,0        |
| Argentina             | 641       | 2,8        |
| Brasil                | 556       | 2,1        |
| Total dos onze países | 19 268    | 84,2       |
| Total do mundo        | 22 889    | 100,0      |

Cifras de 2010, fonte : Silver Institute, 2010

## Prata 950
A pureza da prata é normalmente medida em permilagem (base por mil), assim uma liga 95% pura é descrita como "0,950 fina". Logo, "Prata 950" quer dizer: 95% da joia é de prata legítima; os outros 5% são de outros metais, normalmente cobre.
Este conceito foi criado por Dom Afonso II para punir severamente quem alterasse a mistura.
Os números das Provas mais comuns são:
- Ouro: 375, 500, 583, 585, 750, 958, 996, 999,9 (usa-se na indústria aeroespacial)
- Prata: 750, 800, 875, 916, 925, 950, 995
- Platina: 950
- Paládio: 500, 850

### Prata de lei

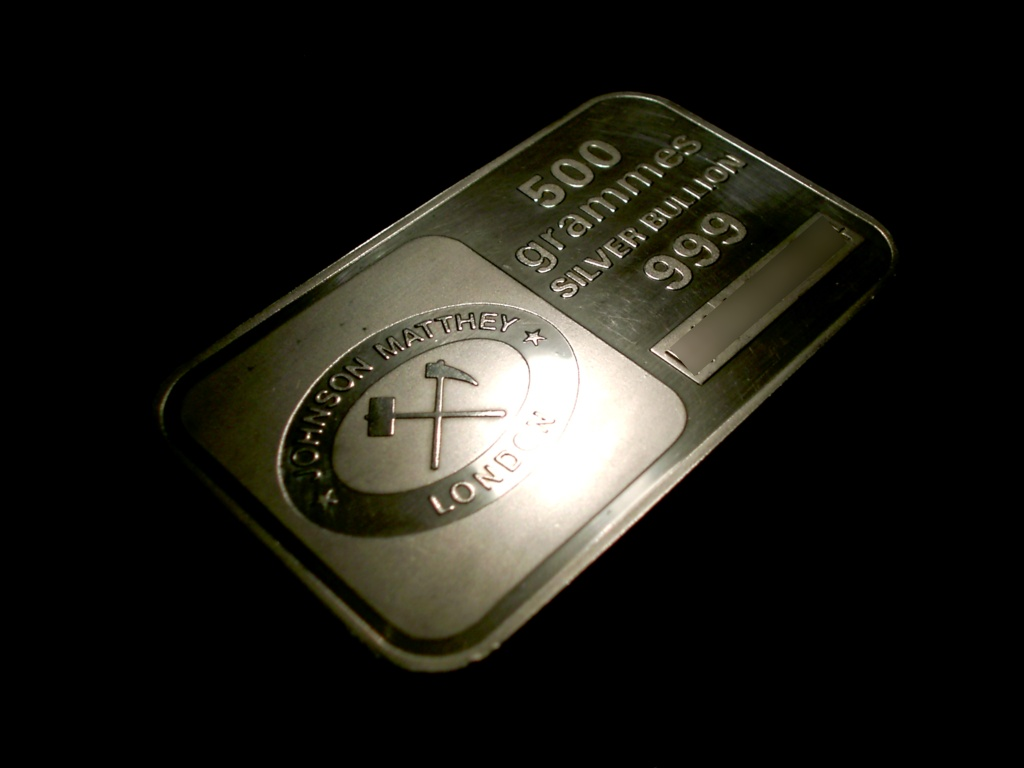
Barra de prata

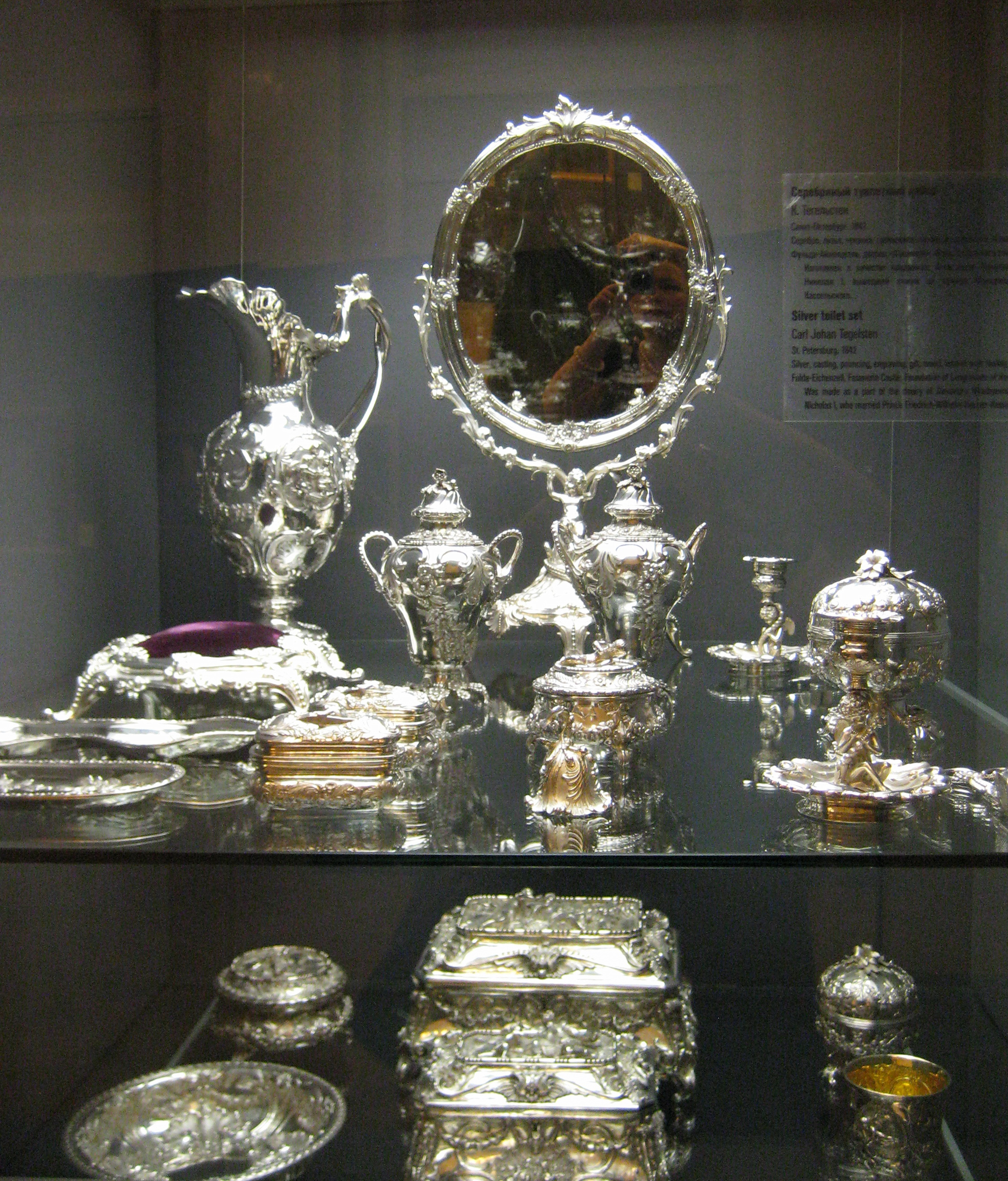
Utensílios de prata

A prata de lei tem esse nome graças a uma lei portuguesa, do século XV, que estabelecia que a prata deveria ter pelo menos 80% de pureza, a fim de prevenir excesso da mistura de outros metais na liga, diminuindo o valor.
Hoje em dia, a prata de lei no Brasil pode ser a 925 ou 950, dependendo do uso e da região. São as ligas de prata com maior durabilidade e qualidade.

## Economia
A prata é um metal precioso que historicamente vale entre 5 e 12 partes do valor do ouro. É uma fonte não renovável. A onça (31,1035 gramas) de prata valia algo em torno de 43 dólares em 2 de setembro de 2011, após ter chegado próximo dos 50 dólares na última semana de abril de 2011. Em 1981, a onça de prata chegou a valer mais ainda, próximo dos 50 dólares, devido ao movimento especulativo.

## Usos
|                                                        |  |  |
| Moeda de prata e nióbio de 25 euros (Münze Österreich) |  |  |

A prata é utilizada:
- em joalheria e ourivesaria como metal precioso;
- como material de cunhagem de moedas;
- em eletrônica e elétrica devido a sua ótima condutividade elétrica, a maior de todos os elementos;[18]
- em fotografia "argêntica", já que os sais de prata são fotosensíveis;
- em música é utilizada na fabricação de instrumentos musicais, principalmente de sopro,[19][20]
- em sonorização pois forma excelentes membranas ou bobinas condutoras para os tweeters dos alto-falantes;
- em radiologia onde um dos componentes do filme radiográfico é o sal de prata, geralmente o brometo;
- a confecção de espelhos.
- Na medicina, como agente bacteriostático para tratamento de queimaduras, na forma de pomadas ou curativos impregnados com sulfadiazina de prata.
- Nanopartículas de prata foram propostas para combater as chamadas “superbactérias” que são resistentes aos antibióticos comumente prescritos.[21]